# 斯勞特戴克
斯劳特戴克（荷蘭語：Sloterdijk）是荷兰北荷兰省的一个镇。它现在是阿姆斯特丹市的一部分，位于市中心的西北方向3公里处。 自从2010年以来，斯劳特戴克已成为阿姆斯特丹西区的一部分。